# یخچال زاوقان
یخچال زاوقان مربوط به دوره قاجار است و در شهرستان سمنان، محله زاوقان واقع شده و این اثر در تاریخ ۲۵ خرداد ۱۳۸۱ با شمارهٔ ثبت ۵۸۲۴ به‌عنوان یکی از آثار ملی ایران به ثبت رسیده است.